# Gibraltar Peak
Der Gibraltar Peak ist ein Berg im ostantarktischen Viktorialand. In der West Quartzite Range der Concord Mountains ragt er 1,5 km südöstlich des Lavallee Peak auf.
Teilnehmer einer von 1967 bis 1968 dauernden Kampagne im Rahmen der New Zealand Geological Survey Antarctic Expedition benannte ihn nach seiner Ähnlichkeit mit dem Felsen von Gibraltar.